# Ашуп-Ільзен Олексій Іванович
Олексій Іванович Ашуп-Ільзен (1885, місто Рига, тепер Латвія — розстріляний 26 вересня 1937, місто Москва, тепер Російська Федерація) — радянський діяч, заступник голови Держплану Української СРР, голова Головного кооперативного комітету при РНК УСРР. Член ВУЦВК.

## Життєпис
Член РСДРП з 1902 року. Вів нелегальну революційну діяльність, змушений був емігрувати із Російської імперії.
Закінчив Цюрихський університет у Швейцарії.
Під час Першої світової війни повернувся до Росії, служив у російській армії.
На 1921—1922 роки — заступник голови Української Ради Народного Господарства.
На 1923—1928 роки — заступник голови Держплану Української СРР. Одночасно на 1924—1925 роки — голова Головного кооперативного комітету при РНК УСРР.
У 1928 році не з'явився на «партійну чистку» та автоматично вибув із членів ВКП(б).
Потім жив і працював у Москві.
До червня 1937 року — старший консультант у Всесоюзній державній санітарній інспекції Народного комісаріату охорони здоров'я СРСР.
5 червня 1937 року заарештований органами НКВС. 26 вересня 1937 року засуджений до страти, того ж дня розстріляний. Похований на Донському цвинтарі Москви.
Посмертно реабілітований 5 травня 1956 року.